# Обръщането
„Обръщането“ (на английски: The Turning) е американски свръхестествен филм на ужасите от 2020 г. на режисьора Флория Сигисмонди, по сценарий на Кери Хейс и Чад Хейс. Това е модерна адаптация от призрачната история „Примката на призрака“, написана от Хенри Джеймс през 1898 г. Във филма участват Маккензи Дейвис, Фин Улфхард, Бруклин Принс и Джоли Ричардсън.
Световната премиера на филма се състои във Филмовия фестивал в Лос Анджелис на 23 януари 2020 г. и е театрално пуснат в Съединените щати на 24 януари 2020 г. от Universal Pictures.

## Актьорски състав
| Актьор            | Роля           |
| ----------------- | -------------- |
| Маккензи Дейвис   | Кейт Мандел    |
| Фин Улфхард       | Майлс Ферчайлд |
| Бруклин Принс     | Флора Ферчайлд |
| Джоли Ричардсън   | Дарла Мандел   |
| Барбара Мартен    | Госпожа Грос   |
| Марк Хюбърман     | Бърт           |
| Ниал Грейг Фълтън | Питър Куинт    |
| Дена Томсен       | Мис Джесел     |
| Ким Адис          | Роуз           |
| Карън Еган        | Нанси          |
| Дарлийн Гар       | Холи           |